# NGC 7530
NGC 7530 is een spiraalvormig sterrenstelsel in het sterrenbeeld Vissen. Het hemelobject werd op 1 oktober 1864 ontdekt door de Duitse astronoom Albert Marth.

## Burnham 714 (HD 219200)
Vanaf de Aarde gezien bevindt het stelsel NGC 7530 zich net ten zuidzuidoosten van de ster β 714 (Burnham 714, ook wel HD 219200). NGC 7530 vormt samen met de sterrenstelsels NGC 7532 en NGC 7534 een trio nabij β 714. Deze voorgrondster hoort echter tot het melkwegstelsel en vormt slechts schijnbaar een vierde lid van deze groep.

## Synoniemen
- MCG -1-59-4
- NPM1G -03.0672
- PGC 70759